# Elke Mascha Blankenburg

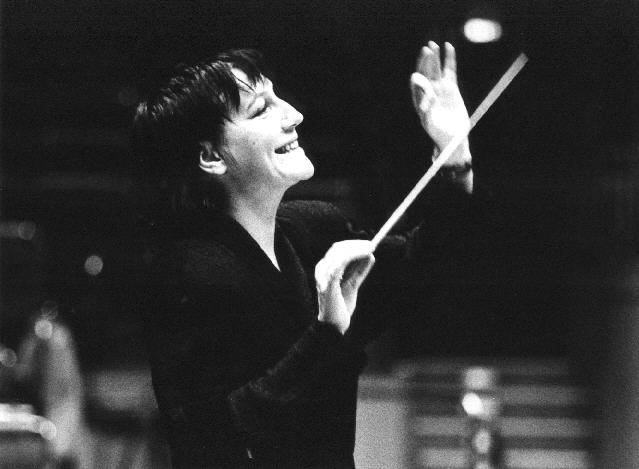
Elke Mascha Blankenburg (1982)

Elke Mascha Blankenburg (Künstlername: Mascha; * 15. Dezember 1943 in Mindelheim; † 9. März 2013 in Köln) war eine deutsche Kirchenmusikerin, Dirigentin, Musikhistorikerin, Musikjournalistin und Autorin.
Sie gründete 1979 in Köln den Internationalen Arbeitskreis Frau und Musik e. V. mit seiner musikhistorischen Forschungsstätte, das Archiv Frau und Musik. Es hat seit 2003 seinen Sitz in Frankfurt am Main.

## Leben

### Studium und Ausbildung
Blankenburg erhielt seit ihrem sechsten Lebensjahr Klavierunterricht, hinzu kamen Ballett und Violine. Ihre Mutter, Anneliese Feldmeyer, war Pianistin und Musikpädagogin. Diese schrieb Gedichte, komponierte Lieder im romantischen Stil und unterrichtete ihre Tochter am Klavier. Elke Mascha Blankenburg interessierte sich für Gesang, Tanz und Komposition und war als Sängerin in verschiedenen Chören sowie als Geigerin im Schulorchester aktiv, später dann im Heidelberger Universitätsorchester. An der Musikhochschule Heidelberg und am Kirchenmusikalischen Institut in Schlüchtern studierte Elke Mascha Blankenburg ab 1963 evangelische Kirchenmusik. Es folgte 1970/1971 ein Aufbaustudium in Chor- und Orchesterleitung an der Musikhochschule Köln bei Philipp Röhl. In den Jahren 1972 bis 1979 absolvierte Blankenburg mehrere internationale Meisterkurse für Dirigenten, unter anderem in Nizza, Sion, Stuttgart und Ossiach. In Wien war sie von 1973 bis 1975 Meisterschülerin von Hans Swarowsky. Damit war sie als Frau in Deutschland am bis dahin als Männerdomäne geltenden Dirigierpult – nach Hortense von Gelmini – eine Pionierin. Als Meisterschülerin von Hans Swarowsky musste sich Blankenburg allerdings gegen die Erniedrigungen und Diskriminierungen durch ihre Kollegen und durch Swarowsky selbst behaupten und sich ihren Platz als einzige Frau in einer Klasse von 80 Schülern erkämpfen. Von Swarowsky wurde sie mit der Aussage konfrontiert, dass sie als Frau in die Küche gehöre und den Männern nicht den Platz wegnehmen solle. So berichtet von Blankenburg im Interview der Zeitschrift freundin. Neben ihrem Studium war Blankenburg als Chanson- und Schlagersängerin und Musikkritikerin für Rundfunk und Presse tätig.

### Kirchenmusikerin und Dirigentin in Köln
Ab 1970 war Blankenburg zwanzig Jahre Kirchenmusikerin an der Christuskirche in Köln-Dellbrück. 1970 gründete sie den Chor Kölner Kurrende, 1981 das Leonarda-Ensemble und 1986 das Clara-Schumann-Orchester Köln, ein professionelles Sinfonieorchester, das nur aus Frauen besteht. Mit Gabriella Pallenberg zusammen gründete Blankenburg 1995 das Orchestra Clara Schumann Roma als Schwesternorchester zum deutschen CSO Köln. Mit diesen Ensembles spielte sie verschiedene LPs und CDs ein, es entstanden Rundfunk- und TV-Produktionen in fast allen deutschen Sendern.

### Freie Dirigentin, Musikerin und Musikhistorikerin
Im Winter 1980 organisierte Blankenburg trotz Widerständen, zusammen u. a. mit Barbara Heller, das erste internationale Komponistinnen-Festival in Köln und Bonn. 1990 gab Blankenburg ihre Position als Kirchenmusikerin auf, um ganz als freiberufliche Dirigentin für Chor und Orchester zu arbeiten. 1999 musste sie wegen eines Hörsturzes im rechten Ohr ihre Dirigentinnentätigkeit aufgeben.
Blankenburg lebte abwechselnd in Italien und Deutschland. Von 2002 bis 2004 hatte sie eine Dozentur für Chorleitung an der MHS in Frosinone (Italien) inne, baute das Internationale Dirigentinnenarchiv (IDAK) in Köln auf und übernahm 2005–2007 erneut die künstlerische Leitung der von ihr 1989 gegründeten Internationale Komponistinnen-Bibliothek der Stadt Unna. Dort schrieb sie alle zwei Jahre den Fanny-Mendelssohn-Wettbewerb für Komposition aus und war für Komponistinnen-Festivals verantwortlich.

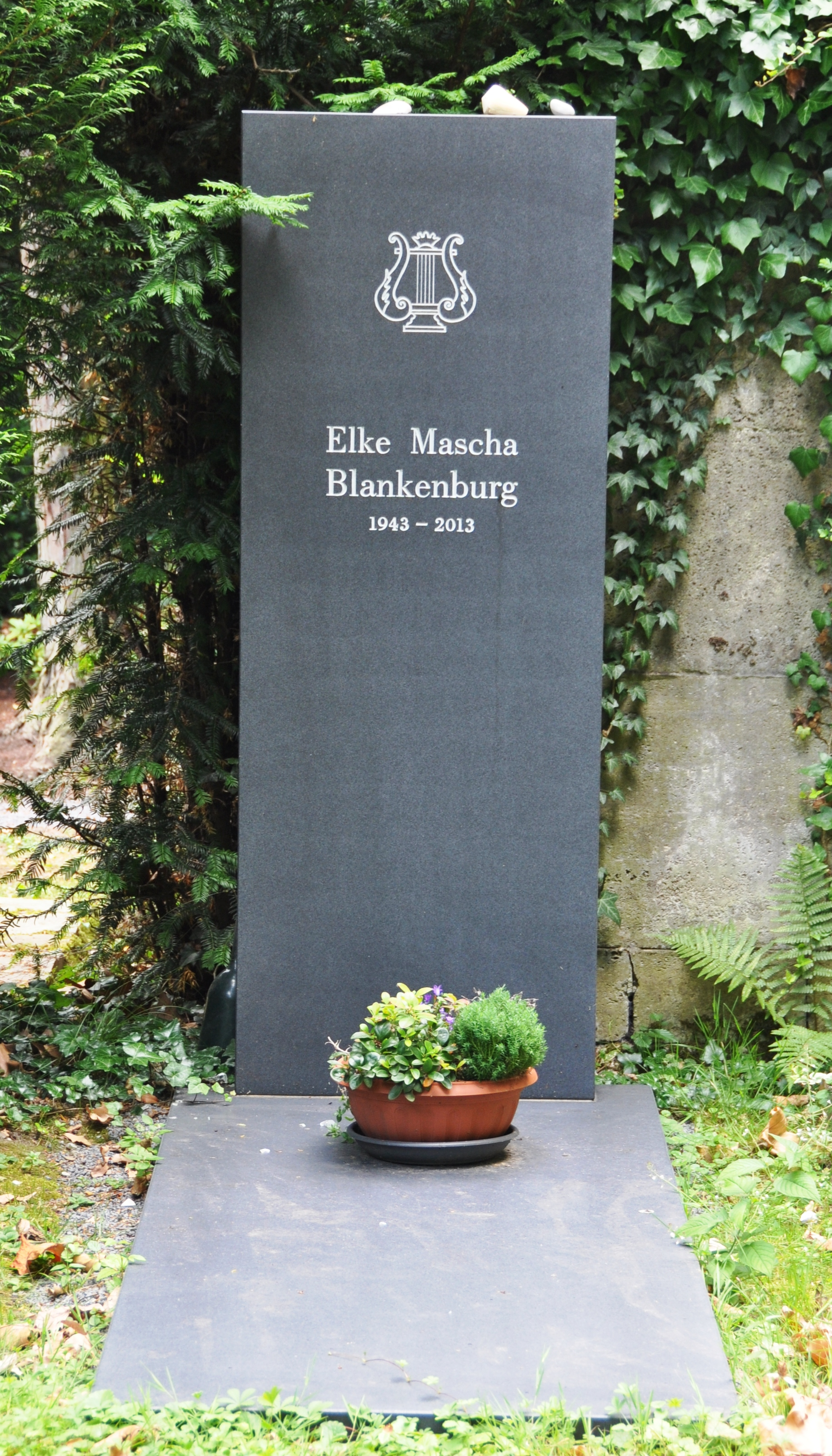
Grab von Elke Mascha Blankenburg auf dem Kölner Melaten-Friedhof

Blankenburg engagierte sich seit vielen Jahren besonders für die Erforschung vergessener Komponistinnen und deren Werke. Dazu schreibt sie in ihrem Buch Dirigentinnen im 20. Jahrhundert (LiterPublikationenatur), das heute als Standardwerk zu diesem Thema gilt: „Mir war bewusst, dass ich eine Korrektur der Musikgeschichte, die Komponistinnen bis dahin unterschlagen hatte, einleite.“
1977 verfasste sie für die feministische Zeitschrift EMMA den Artikel Vergessene Komponistinnen, der wegen des großen Aufsehens, das er hervorrief, den Auftakt zur Frauenmusikbewegung in Deutschland darstellt. 1978 gründete Blankenburg zusammen mit Komponistinnen wie Siegrid Ernst aus Resonanz auf den EMMA-Artikel den Internationalen Arbeitskreis Frau und Musik e. V., der sich seitdem für die Wiederentdeckung von Komponistinnen und die Förderung von Berufsmusikerinnen einsetzt, sowie dessen Archiv Frau und Musik. Nicht nur in Deutschland, sondern weltweit suchte Blankenburg in Archiven nach Kompositionen von Frauen, die meist nur in Handschriften vorlagen und die sie transkribierte, um aufgeführt werden zu können.
Zahlreiche Wieder- und Uraufführungen kennzeichnen Blankenburgs Arbeit, so zum Beispiel der ältesten bekannten Oper aus der Hand einer Frau, Francesca Caccinis La liberazione di Ruggiero im Jahr 1980 anlässlich des Internationalen Komponistinnen-Festivals, das in Köln und Bonn stattfand. Das Leonarda-Ensemble brachte Vokalwerke von Komponistinnen aus Renaissance, Barock sowie zeitgenössische Kompositionen zur Uraufführung.
Besondere Aufmerksamkeit widmete Blankenburg dabei dem Werk der Komponistin Fanny Hensel, geb. Mendelssohn. Am 27. Mai 1984 dirigierte sie die Uraufführung von deren Oratorium nach Bildern der Bibel in der St. Maria Himmelfahrt-Kirche in Köln. Nächtelang hatte Blankenburg die Partitur transkribiert und erinnerte sich: „Die Stille der Nacht schenkte mir die höchste Konzentration. Das Bewusstsein, dass ich die Erste bin, die diese Musik nach 153 Jahren hört und für die Uraufführung vorbereitet, verlieh mir das stolze Gefühl der Einmaligkeit.“
Am 7. Juni 1986 führte sie auch Fanny Hensels Ouvertüre in C-Dur in der Alten Oper zu Frankfurt am Main mit dem Clara-Schumann-Orchester auf. Ebenso wurden Fanny Hensels A-cappella-Chöre aus dem Jahr 1847 unter ihrer Leitung uraufgeführt. Die oben genannten Kompositionen von Fanny Hensel gab Elke Mascha Blankenburg im Furore-Verlag heraus.
Ihr bedeutendstes Druckwerk ist ihr Europäischer Dirigentinnen-Reader (2002), der zugleich Pionierinnen-Werk ist, da dies den Auftakt bildete, aktiv arbeitende Dirigentinnen zu sammeln, um deren Sichtbarkeit, ihre Karriere-Chancen und auch ihre Vernetzung zu fördern.
Ihren Künstlernamen Mascha gab sie sich aus Verehrung für die jüdische Dichterin Mascha Kaléko.
Blankenburg verstarb am 9. März 2013 in einem Kölner Hospiz. Ihr musikalischer Nachlass sowie ihre umfangreichen Aufzeichnungen befinden sich im Archiv Frau und Musik.

## Auszeichnungen
- 1986: Kulturpreis Die besondere Frau der Firma AVON-München für die Wiederentdeckung der Werke von Komponistinnen.
- 1989: Stadtmusikerin der Stadt Unna.
- 1999: Bundesverdienstkreuz am Bande für ihre künstlerische Leistung und ihre Forschungsarbeit im Bereich der Musikwissenschaft.
- 2008: Premio Domenico Rea (Neapel), Kulturpreis für das Lebenswerk.

Mit ihrem Chor Kölner Kurrende erzielte sie folgende Auszeichnungen:
- 1981: 1. Preis Chorwettbewerb NRW.
- 1982: 2. Preis Deutscher Chorwettbewerb und ein Dirigierstipendium des Deutschen Musikrats.
- 1986: 3. Preis Internationaler Chorwettbewerb Arezzo (Italien).
- 1994: Silbermedaille Internationaler Chorwettbewerb Riva del Garda (Italien).

## Publikationen
CD- und LP-Veröffentlichungen als Dirigentin:
- Georg Friedrich Händel: Chöre Aus Dem Messias. Orchester und Chor der Kölner Kurrende. Dirigentin: Elke Mascha Blankenburg. Köln 1977, Polyphonia, F 666.490.[8]
- Fanny Mendelssohn-Hensel: Oratorium nach Bildern der Bibel. Orchester und Chor der Kölner Kurrende. Dirigentin: Elke Mascha Blankenburg. Gesangssolisten: Annemarie Fischer-Kunz, Thomas Thomaschke, Isabel Lippitz, Hitoshi Hatano, Köln 1984, classic production osnabrück, Barcode: 76120390092.[9]
- Fanny Mendelssohn-Hensel: Gartenlieder. A-cappella-Chöre. Leonarda-Ensemble Köln. Dirigentin: Elke Mascha Blankenburg. Gesangssolisten: Edina Leue, Gabriele Peters, Herlind Wartenberg, Jörg Hannes Kuhn, Florian Giertzuch, Köln 1986, classic production osnabrück, Barcode:  76120390122.[10]
- Geistliche und weltliche Chormusik. Werke von Francis Poulenc, Anton Bruckner, Heinrich Schütz, Zoltán Kodály, Felix Mendelssohn Bartholdy, Johannes Brahms, Robert Schumann. Orchester und Chor der Kölner Kurrende, Dirigentin: Elke Mascha Blankenburg. LP, Hübert 1986.[11]
- Albert Lortzing: Ali Pascha von Janina / Don Juan und Faust / Szenen aus Mozarts Leben. Kölner Rundfunk-Sinfonie-Orchester, Dirigent: Jan Stulen / Eberhard Bäumler. Chor der Kölner Kurrende, Dirigentin: Elke Mascha Blankenburg. Rezitation: Gert Westphal, und weitere Beteiligte. CD, Musikproduktion Dabringhaus und Grimm 1991[12]
- Gioachino Rossini: Petite Messe solennelle. Kölner Kurrende, Dirigentin: Elke Mascha Blankenburg. Gesangssolisten: Jutta Potthoff, Ingeborg Most, Béla Mavràk, Instrumentalsolisten: Phillip Langshaw, Ursula Döll, Andreas Schönhage, Koch International 1993[13]

Als Autorin:
- Fanny Mendelssohn-Hensel, in: Helma Mirus, Erika Wisselinck (Hrsg.): Mit Mut und Phantasie. Frauen suchen ihre verlorene Geschichte. Straßlach (Sophia) 1987, S. 92f.
- Kontrapunkt: Musikkalender 1988. Kassel (Furore Verlag) 1987.
- Kontrapunkt: Musikkalender 1989. Kassel (Furore Verlag) 1988.
- Europäischer Dirigentinnen-Reader. Schriftenreihe Internationaler Arbeitskreis Frau und Musik e. V. (Hrsg. Archiv Frau und Musik), Bd. 4. Kassel (Furore Verlag) 2002. 197 S. ISBN 3-927327-55-7.
- Dirigentinnen im 20. Jahrhundert. Portraits von Marin Alsop bis Simone Young. Hamburg (Europäische Verlagsanstalt) 2003.
- Rosen für Fanny Mendelssohn, in: Elke Heidenreich (Hrsg.): Ein Traum von Musik: 46 Liebeserklärungen. München (Bertelsmann) 2010.
- Tastenfieber und Liebeslust: Ein E-Mail-Roman. Meßkirch (Gmeiner) 2011.

Noten-Editionen:
- Fanny Hensel: Prelude für Orgel (1829) (= fue. 124). Kassel (Furore Verlag) 1988.
- Fanny Hensel: Weltliche a-cappella-Chöre (1846) (= fue. 510–515). 5 Bände. Kassel (Furore Verlag) 1988.
- Maria Anna Martinez: Sinfonie in C-Dur für Orchester. Köln (Tonger) 1991.
- Maria Anna Martinez: La Tempesta. Köln (Tonger) 1992.
- Fanny Hensel: Hero und Leander: Dramatische Szene für Sopran und großes Orchester (= fue. 532). Kassel (Furore Verlag) 1993.
- Fanny Hensel: Ouverture C-Dur für großes Orchester (= fue. 2507). Kassel (Furore Verlag) 1994.
- Fanny Hensel: Oratorium nach Bildern der Bibel für Soli, Chor und Orchester. Kassel (Furore Verlag) 1994.
- Barbara Strozzi: Il Primo Libro di Madrigali (1644). Band I: Zweistimmige Madrigale (= fue. 531). Kassel (Furore Verlag) 1993.
- Fanny Hensel: Nachtreigen. Köln (Tonger) 1996.
- Maddalena Sirmen: Six Sonates à deux violons. 2 Bände. Köln (Tonger) 1997.